# Silkwood
Silkwood – amerykański dramat biograficzny z 1983 roku w reżyserii Mike’a Nicholsa. Scenariusz oparto na faktach. Zdjęcia kręcono w stanach Nowy Meksyk (Albuquerque, Los Alamos) i Teksas (Dallas, Howe, Texas City, Tom Bean).

## Opis fabuły
1974 rok, Oklahoma. Karen Silkwood pracuje w zakładzie produkującym paliwo do reaktorów jądrowych. Odkrywa pewne praktyki niezgodne z prawem, stanowiące zagrożenie życia pracowników. Podejmuje interwencję. 13 listopada 1974 roku Karen umawia się na spotkanie z dziennikarzem, ale nie pojawia się.

## Obsada
- Meryl Streep – Karen Silkwood
- Kurt Russell – Drew Stephens
- Cher – Dolly Pelliker
- Craig T. Nelson – Winston
- Fred Ward – Morgan
- Diana Scarwid – Angela
- Ron Silver – Paul Stone
- Charles Hallahan – Earl Lapin
- Josef Sommer – Max Richter
- Sudie Bond – Thelma Rice
- Henderson Forsythe – Quincy Bissell
- E. Katherine Kerr – Gilda Schultz
- Bruce McGill – Mace Hurley
- David Strathairn – Wesley

i inni

## Nagrody i nominacje
Oscary za rok 1983
- Najlepsza reżyseria – Mike Nichols (nominacja)
- Najlepszy scenariusz oryginalny – Nora Ephron, Alice Arlen (nominacja)
- Najlepszy montaż – Sam O’Steen (nominacja)
- Najlepsza aktorka – Meryl Streep (nominacja)
- Najlepsza aktorka drugoplanowa – Cher (nominacja)

Złote Globy 1983
- Najlepsza aktorka drugoplanowa – Cher
- Najlepszy dramat (nominacja)
- Najlepsza reżyseria – Mike Nichols (nominacja)
- Najlepsza aktorka dramatyczna – Meryl Streep (nominacja)
- Najlepszy aktor drugoplanowy – Kurt Russell (nominacja)

Nagrody BAFTA 1984
- Najlepsza aktorka – Meryl Streep (nominacja)
- Najlepsza aktorka drugoplanowa – Cher (nominacja)